# Berbera
Berbera es la capital de Saaxil, en Somalia, dentro de la Somalilandia, autoproclamada república pero no reconocida internacionalmente. Posee un puerto, que es el único del lado Sur del golfo de Adén que ofrece una protección considerable contra vientos y otras inclemencias. En el año 2000, su población rondaba los 200.000 habitantes.
Está localizada en la estratégica ruta del petróleo y en 1969 se concluyó la construcción de un puerto de aguas profundas. La ciudad, que funcionó como capital de la Somalia Británica hasta 1941, se encuentra en el punto donde acaban las rutas comerciales de las ciudades de Hargeisa y Burco, debido a que su importante puerto y un reciente aeropuerto la convierten en un importante centro de comunicación y transporte de la región. Las principales exportaciones son ovejas, incienso, goma arábiga y mirra. Su principal socio en el comercio marítimo es la ciudad de Adén en Yemen, 240 km al norte.
Antes de la guerra civil en Somalia, en la ciudad se encontraba un pequeño puerto construido por la armada soviética, que luego fue usado por los Estados Unidos. Cuando las tropas se retiraron, la zona pasó a ser parte del puerto comercial.